# Leucostoma obsidianum
Leucostoma obsidianum là một loài ruồi trong họ Tachinidae.